# AIR MAGAZINE
AIR MAGAZINE（エアー・マガジン）は、CROSS FMで放送されていたラジオ番組。略称は「エアマガ」。放送期間は2004年4月5日-2006年3月31日。北九州本社スタジオからの生放送。

## 概要
- 2004年4月5日-2005年4月1日（番組最初の1年間）は、『CROSS MORNING SHOW AIR MAGAZINE』の番組名で放送された。
- コンセプトは「耳で聞く情報誌」。

## 放送時間
- 2004年4月5日-2005年4月1日:月曜日-金曜日6:00-9:00（「SUNRISE NUMBER」）、10:00-12:00（「AFRESH NUMBER」）
  - 6:00-9:00は第1スタジオから生放送。
  - 9:00-10:00には『CROSS TRANSFER 9』を放送。
  - 10:00-12:00は第2スタジオから、ワンマンDJスタイルで生放送。
- 2005年4月4日-2006年3月31日:月曜日-金曜日10:00-12:00
  - 短縮された6:00-9:00には『KYUSHU,MORNING PRESS』がスタート。
  - 第2スタジオから、ワンマンDJスタイルで生放送。

## ナビゲーター
- 八木徹（月･水･金）
- 立山律子（火･木）

## 主なコーナー
- アイマイミーラブユー(6:20頃)
  - 1つの物もしくは1人の有名人を選び、ナビゲーターが愛を語るコーナー。番組審議会から「おもしろくない」というクレームがついた。
- (6:30頃)
  - 朝に似合うインストゥルメンタル曲を2曲紹介する。
- トゥデイズ・ホロスコープ (7:00頃)
  - その日の星占いを、運勢のいい星座から順に紹介。「CROSS MORNING SHOW GOOD MORNING DMD」で好評だったPOSITIVE HOROSCOPEを引き継いだコーナー。8時台では再度4星座ずつ3回に分け、今日の星占いを再度読み上げた。
- トゥデイズ・キャッチ (7:10頃)
  - オンエア当日が何の日であるかの紹介、誕生日を迎えた有名人の紹介とともに、リスナーからの誕生日情報を紹介した。
- OH! HAWKS TOWN (7:45頃)
  - ホークスタウンの提供コーナー。「CROSS MORNING SHOW GOOD MORNING DMD」から引き継いだコーナーだが、この番組でも提供クレジットの紹介はなかった。月曜日〜木曜日は福岡ダイエーホークス（現・福岡ソフトバンクホークスの情報を紹介し、Jポップソングを紹介、金曜日はホークスタウンの広報担当者がホークスタウン情報を電話で紹介した。
- エアマガシアター (8:10頃)
  - 月曜日に1つのテーマが発表され、毎日架空のドラマがナビゲーターによって展開していくコーナー。
- TODAY'S NP (8:35頃)
  - 毎日1つの言葉が発表され、まずナビゲーターが思うままにその言葉を解説、曲明けにその言葉の正確な説明を行う。スポンサーは井筒屋で、提供クレジットは立山律子が英語で紹介されたものがジングル化された。
- エアマガスタイルクイズ (10:30頃)
  - 毎日日替わりのクイズを出題、その回答をリスナーからFAX、Eメールで募集、正解者の中から抽選でプレゼントを贈るコーナー。